# DR-Baureihe 85
Die Baureihe 85 war eine Tenderlokomotivgattung (Einheitslok) der Deutschen Reichsbahn (DR). Einsatzgebiet der Lokomotiven war die Beförderung von Reise- und Güterzügen sowie der Dienst als Schiebelok auf Strecken mit starken Steigungen.

## Geschichte
Um die Höllentalbahn im Schwarzwald mit ihren Steigungen bis 57,14 ‰ vom Betrieb als Zahnradbahn auf reinen Reibungsbahnbetrieb umstellen zu können, bestellte die DR 1931 bei Henschel in Kassel zehn schwere Tenderlokomotiven, die unter den Betriebsnummern 85 001–010 in den Betriebsbestand eingereiht wurden. Ein Einsatz der geringfügig leistungsfähigeren, aber mit einer zulässigen Höchstgeschwindigkeit von nur 65 km/h auch langsameren preußischen T 20 auf der Höllentalbahn kam wegen Lokmangels nicht in Betracht. Von einem Nachbau der T 20 sah man in Hinblick auf das Alter ihrer Konstruktion ab.
Sämtliche der 1932 und 1933 ausgelieferten Lokomotiven wurden zunächst der Außenstelle Neustadt des Bahnbetriebswerkes (Bw) Villingen zugeordnet und auf der Schwarzwaldbahn, der Höllentalbahn und der Dreiseenbahn eingesetzt. 1933 wurden sie dem Bw Freiburg P zugeteilt und verrichteten fast alle Zugleistungen auf der Höllentalbahn, die im gleichen Jahr von Zahnrad- auf Reibungsbetrieb umgestellt worden war. Sie blieben dort bis auf die im Zweiten Weltkrieg zerstörte 85 004 und eine kurzfristige Ausleihe weniger Maschinen an das Bahnbetriebswerk Villingen zum Einsatz auf der Schwarzwaldbahn dauerhaft stationiert. Auch die Elektrifizierung der Strecke  machte die Loks nicht überflüssig. Teilweise kamen sie mit den Elektrolokomotiven gemeinsam zum Einsatz. Die Umstellung der Höllentalbahn vom elektrischen Versuchsbetrieb mit 20 kV / 50 Hz auf die bei der Deutschen Bundesbahn übliche Spannung 15 kV / 16 2/3 Hz im Jahr 1960 führte für acht der Lokomotiven zur Ausmusterung mit Datum vom 29. Mai 1960. 85 006 und 007 blieben als Betriebsreserve, 85 002 und 009 waren noch ein paar Jahre als Heizlok im Ausbesserungswerk Karlsruhe. Lok 85 007 war noch rund ein Jahr auf der Steilrampe Erkrath–Hochdahl im Einsatz, wofür sie eine Kellersche Kupplung zum Abkuppeln während der Fahrt erhielt. Mit Fristablauf am 14. Juni 1961 endete dieser Dienst, und   nach kurzfristiger Gnadenfrist als Heizlok im Bahnbetriebswerk Bestwig wurde auch sie zum 4. Dezember 1961 ausgemustert.

## Konstruktive Merkmale und Leistungsvermögen
Bei der Konstruktion der Baureihe 85 konnte der mit der Schaffung der Einheitsloks verbundene Standardisierungsgedanke umfassend ausgenutzt werden. Fahrwerk und Triebwerk wurden weitgehend demjenigen der Vorserienloks der Baureihe 44 (44 001 bis 44 010) entsprechend übernommen.
Die Barrenrahmen wurden den Baugrundsätzen der Einheitslokomotiven entsprechend aus allseits bearbeiteten, 100 mm dicken Platten gefertigt.
Die Kessel der Maschinen wurden, abgesehen von der anders gestalteten Rauchkammer, baugleich mit denjenigen der Baureihe 62 ausgeführt. Der Langkessel wurde daher aus zwei Schüssen mit 1.800 mm Innendurchmesser genietet. Als Speiseeinrichtungen sah man eine Kolbenverbundspeisepumpe mit Oberflächenvorwärmer sowie eine saugende Dampfstrahlpumpe vor.
Das Dreizylinder-Heißdampf-Triebwerk mit einfacher Dampfdehnung wurde von der Baureihe 44 (Vorserie) übernommen. Die beiden Außenzylinder wirkten also auf den dritten Kuppelradsatz, der Innenzylinder hingegen auf die gekröpfte Achse des zweiten Kuppelradsatzes. Die Steuerung des mittleren Zylinders erfolgte über eine auf der Achse sitzende Hubscheibe.
Beim bis auf die hintere Laufachse und die Anordnung des fünften Kuppelradsatzes zusammen mit dieser in einem Krauss-Helmholtz-Lenkgestell gleichfalls von der Baureihe 44 (Vorserie) übernommenen Laufwerk lagerte man die Kuppelradsätze zwei, drei und vier fest im Rahmen, wobei der mittlere Kuppelradsatz eine Spurkranzschwächung um 10 mm und eine Rückenschwächung um 6 mm erhielt. Die vordere Laufachse ordnete man zusammen mit der ersten Kuppelachse wie bei der Baureihe 44 in einem Krauss-Helmholtz-Lenkgestell an. Erste und letzte Kuppelachse hatten jeweils 15 mm Seitenspiel, die Laufachsen 80 mm.
Im Güterzugdienst vermochten die 85er eine Wagenzugmasse von 1.970 t in der Ebene mit 50 km/h zu befördern. Mit ebenfalls 50 km/h konnten auf einer Steigung von 10 ‰  immerhin 405 t gezogen werden. Bei Steigungen von 25 ‰ waren 380 t mit 25 km/h möglich und auf solchen von 55,5 ‰ konnten noch 165 t mit 20 km/h bewegt werden.

## Verbleib
Die letzte ihrer Art, Lok 85 007, gehört der Stadt Freiburg im Breisgau. Nach ihrer Ausmusterung stellte man sie 1966 vor der Ingenieurschule Konstanz auf. 1979 wurde die Lok vom Kameradschaftswerk der Eisenbahner Freiburg (KWE) als rollfähiges Ausstellungsstück wiederhergerichtet. Sie steht seit 1992 unter einer vor Schnee- und Regenwetter schützenden halboffenen hölzernen Hallendachkonstruktion auf dem Gelände des Bahnbetriebswerk Freiburg und wird dort als technisches Industriedenkmal von der KWE erhalten.  

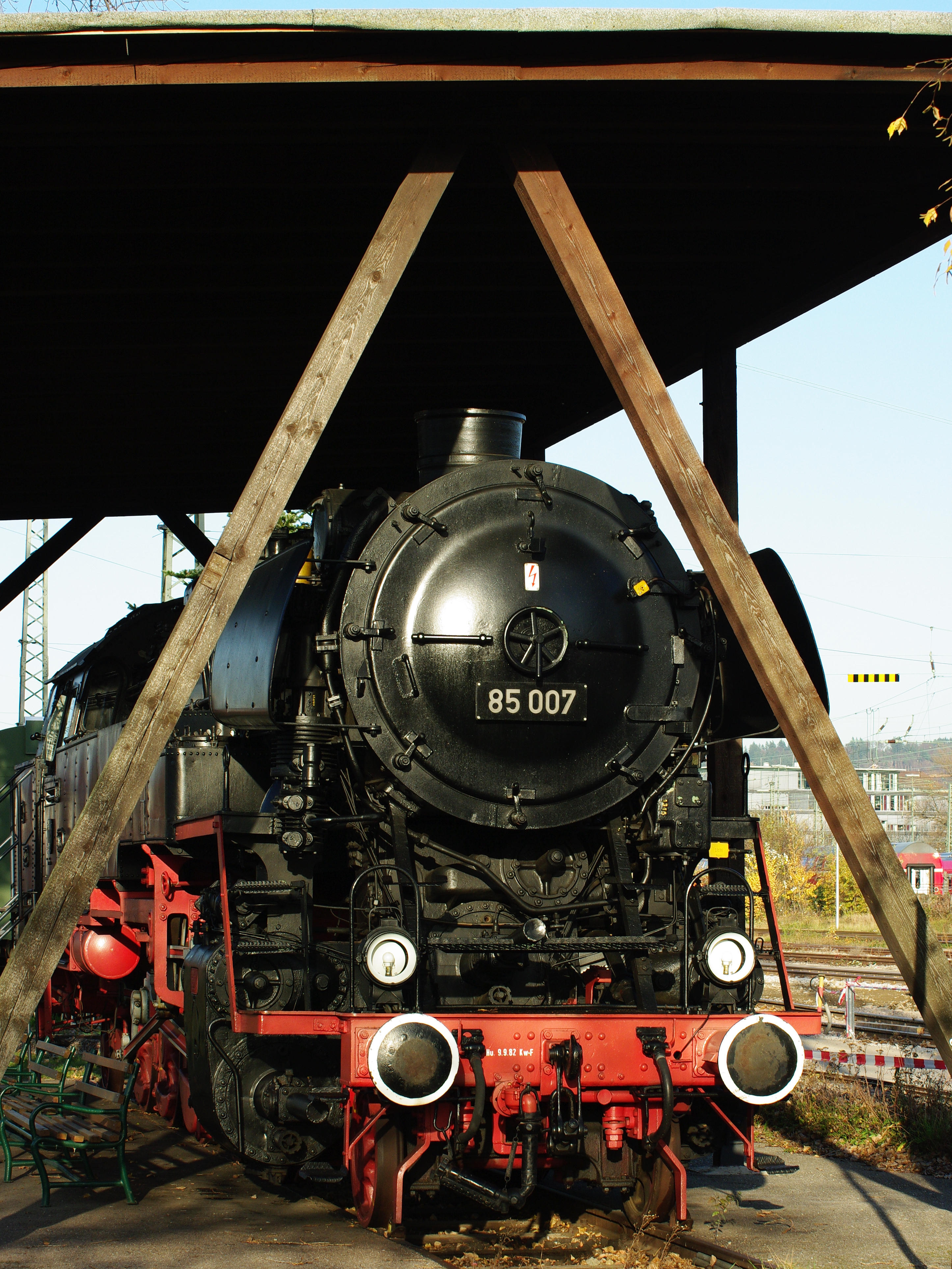
85 007